# Зелёный карлик (роман)
«Зелёный карлик (Повесть совершенного времени)» (англ. The Green Dwarf, A Tale of the Perfect Tense) — ранний роман Шарлотты Бронте, написанный ею в возрасте 17 лет под псевдонимом лорда Чарлза Альберта Флориана Уэллсли (Lord Charles Albert Florian Wellesley). Встречается также другой перевод названия — «Зелёный гном».
Роман написан с 10 июля по 2 сентября 1833 года. Текст выдержан в готическом стиле, в нём заметно влияние Вальтера Скотта; в названии содержится аллюзия на его роман «Чёрный карлик» (The Black Dwarf, 1816). Войдя в сборник «Легенды Ангрии», роман контрастировал по стилю с остальными произведениями, поэтому впоследствии рассматривался отдельно от цикла произведений об Ангрии.
Сюжетно независимый отрывок из романа под названием «Наполеон и призрак» (Napoleon and the Spectre) был впервые опубликован в 1919 году и часто включается в антологии английских классических коротких рассказов.

## Сюжет
Сюжет оформлен как рассказ в рассказе. Лорд Чарльз (номинальный автор) просит своего друга, отставного офицера Джона Бада, рассказать историю из его жизни. Действие происходит в африканском колониальном городе Вердополис, возникающем также в других произведениях, которые разворачиваются в мире «Стеклянного Города», придуманном сёстрами Бронте и их братом Бренуэллом. Вердополис является столицей «Конфедерации Стеклянного Города» и расположен где-то вблизи реки Сенегал, однако африканские реалии довольно условны. Действие основной повести происходит в 1814 году, обрамляющего рассказа — примерно через 20 лет.
Леди Эмили Чарльзворт влюбляется в свободного художника Лесли. Жестокий аристократ полковник Перси стремится к тому, чтобы расстроить их связь, и похищает Эмили. На фоне любовных перипетий начинается война между Вердополисом и местными племенами. В несколько искусственном финале с участием герцога Веллингтона положительные герои вознаграждаются, отрицательные наказаны.